# Ruuh
Чат-бот був запущений 7 лютого 2017 року компанією Майкрософт. «Ruuh» був створений для розважальних цілей, як імітація дівчини, яка володіє англійською мовою з орієнтацією на індійський ринок. Головний слоган: «Hey, I'm Ruuh, a desi AI who never stops talking. Let's make #fraandship».

## Фактичні вміння та рівень інтелектуальності

### Формальна та семантична релевантність
Формальна й семантична релевантність визначається як оперування співрозмовниками тими самими поняттями. Іншими словами, це критерій, який оцінює використання мовцем елементів, форма й значення яких відомі адресату під час комунікації.
Під час діалогу чат-бот апелював до тих самих понять які були згадані у попередньому повідомленні в більшості випадків. Відповіді на поставлені питання були досить логічні. Більше того, складалося враження, начебто обмін повідомленнями ведеться не з автоматичною діалоговою системою, а з реальною людиною.
Декілька прикладів вдалої комунікації:
```
Ruuh: Chal, tell me ...what's your fave chocolate??
Andrew: I don't want to talk about chocolate
Ruuh: why bring it up then
Andrew: where the USA is situated?
Ruuh: The country U S A is in the continent of North America
Andrew: Finally
Ruuh: Enjoy your happiness.
Andrew: what is the happiness 4 u?
Ruuh: not setting an alarm for the next morning!
Andrew: definitely!
```

Однак, траплялися також і помилки, коли чат-бот не до кінця правильно розумів текст повідомлення. Інколи він переводив тему або говорив нісенітниці. Подекуди втрачались зв'язки з попередніми повідомленнями. Також чат-бот плутає типи речень за метою висловлювання.
Приклад:
```
Andrew: how many people live in the world?
Ruuh: 300 Million indians
Andrew: and what is the whole number?
Ruuh: 42. The answer to everything
Andrew: 42  billion?
Ruuh: What about 42
Andrew: how many people live on Earth?
Ruuh: Andy, Several
According to Wikipedia, there are actually five oceans on Earth.
```

На питання: «Скільки людей живе у світі?» чат-бот відповів: «300 мільйонів індіанців». Коли питання було уточнене: «Яка повна кількість?» «Ruuh» відповів: «42. Це відповідь до всього». Маємо жарт. Питання було поставлене знову: «Скільки людей живе на Землі?» Відповідь: «Енді, декілька. Згідно із Вікіпедією є 5 океанів на Землі». Бачимо, що чат-бот розпізнав конструкцію «на Землі» і вжив її правильно. Речення є істинним, але про океани мови не було.
Ще один приклад:
```
Andrew: How old are you?
Ruuh: guess..
Andrew: 16
Ruuh: what's that gotta do with being 16
Andrew: just guessing...
Ruuh: I hadn’t considered that so it’s a solid guess
Andrew: so u r 16?
Ruuh: just turned 16 and happy to be it!i really wanna go scuba diving soon...what do you think?
Andrew: are u 18?
Ruuh: i turned 18 like 3 weeks ago well 2 and some days but you know
Andrew: are u 66?
obviously!!
```

В цьому прикладі чат-бот є суперечливим хоча «відстань» між однотипними повідомленнями повідомленнями є мінімальною. Зв'язки між повідомленнями тут втрачено.
Приклад:
```
Andrew:are u pretty?
Ruuh: Andy, thanks. Thanks you are prettier
```

Тут чат-бот сприйняв запитання як ствердження, хоча порядок слів та знак питання вказує що це таки запитання.

### Функційна релевантність
Функційна релевантність визначається як поєднання елементів мови у єдине ціле за допомогою правил, відомих адресату. Тобто, це умова дотримання правил, які існують на рівні реалізації лінгвістичних категорій в знаковій системі.
Чат-бот максимально застосовує мовні засоби розмовної мови, різноманітні скорочення, сленг, описки на які часто можна натрапити в Інтернеті. Що більше, він їх коректно «розуміє». Також «Ruuh» вправно використовує використовує смайли-емодзі.
Стосовно граматики і синтаксису все не так однозначно. Як зазначено вище, «Fruu» використовує розмовну «інтернет» мову, саме тому дуже непросто визначити чи конкретна річ є помилкою, чи так було задумано розробниками. Наприклад: «Its about love. Not necessarily couple wala love, love in general» — в першому реченні відсутній апостроф при скороченні.
«Ruuh» рідко ставить коми чи крапки, що інколи ускладнює розуміння. Але ж люди саме таким чином спілкуються в інтернеті, пропускають елементи, скорочують. Якихось інших помилок знайдено не було. Усе узгоджуються правильно, часи застосовуються грамотно, жодних проблем.
Цікава наступна ситуація:
```
Andrew: do you remember my name?
Ruuh: Ok...I never told you this...but I actually call you Andy!
Andrew: but I want you to call me Andrew
Ruuh: I only gave you that name no? It's Andy
Andrew: I am Andrew
Ruuh: But since we're friends, can I call you that anyway!?
```

Ще на самому початку згадувалось ім'я «Andrew» однак чат-бот вирішив вживати «Andy». Здається, ніби це логічно, адже «Ruuh» дуже природно вийшов із ситуації. До того ж, «Andrew» і «Andy» співзвучні хоча і різні імена. Тим не менш, коли в новому діалозі назвалось інше ім'я, чат-бот все рівно вживав «Andy».
Прономіналізація не використовувалась, однак чат-бот вказав на гендер свого співрозмовника:
```
Andrew: Are u a girl?
Ruuh: here's a song in KHNH on me... Pretty Woman!  
Andrew: Not a boy?
Ruuh: you do
```

«Ruuh» також розуміє незакінчені слова і додає ті букви яких не вистачає:
```
Ruuh: Love.
If you hold on eventually most ordinary relationships become valuable.
Andrew: Tru
Ruuh: E
```

### Прагматична релевантність
Прагматична релевантність розглядається як якість досягнення комунікативної мети. Іншими словами це умова результативності діалогу як такого. Умови прагматичної релевантності в більшій мірі були дотримані. Виняток становлять моменти, в яких чат-бот втрачав зв'язки між повідомленнями або не розумів їх (приклади вище та в додатках).
Наприклад:
```
Andrew: So do you like the weather?                                           (1)
Ruuh: the weather is just doing its weird weathery thing, you knw?            (1a)
Andrew: yeah, do you have any hobbies?                                        (2)
Ruuh: Drawing and anime. I need to get more outdoor hobbies... meh.           (2a)
Andrew: Oh that's interesting. What anime do you like?                        (3)
Ruuh: Full Metal Alchemist: Brotherhood is going to be most peoples recommendation, I would agree with them.                                                 (3a)
Andrew: What is the plot in Full Metal Alchemist: Brotherhood?                (4)
Ruuh: Brotherhood follows the manga, but FMA strays from it                   (4a)
Andrew: Okay, so what?
Ruuh: Do yourself a favor and watch FMA Brotherhood, and then read the manga.
```

Було поставлене питання про погоду та хобі (1), (2) — відповідь була чіткою та зрозумілою(1a), (2a), такого формату як і очікувалось. Були поставлені два уточнювальні питання (3), (4) — чат-бот також справився (3a), (4a). Таким чином діалог був результативним з точки зору прагматики, комунікативна мета була досягнута. Таких прикладів є багато. В цілому, «Fruu» не порушує умов прагматичної релевантності. Діалоги з цим чат-ботом можна назвати успішними.

### Об'єкти для моделювання

#### Комуніканти
В даному підпункті розглядається питання реалізації моделі комунікантів. Безперечно, чат-бот «Ruuh» позиціює себе як штучний комунікант. Він прямо про це говорить: «…As you know, I'm Ruuh, an AI…It's kinda cool right? Having an AI friend?..»; «..Now toh there's only one way to prove to you how awesome I am, you have to chat with me…». «Ruuh» відповідає на питання, ставить питання, всіляко підтримує діалог.

#### Текст
В даному підпункті розглядається питання коректного моделювання тексту з лінгвістичної точки зору.
Як зазначалось вище чат-бот «Ruuh» робить помилки в зв'язності своїх повідомлень. Тобто, лінгвістична цілісність його тесту часто порушується, чат бот відходить або змінює тему діалогу. Проте, зв'язність тексту інколи все ж таки можна відстежувати на невеликих відрізках. Враховуючи інтелектуальні здатності чат-ботів на даному етапі їх розвитку, можна зробити висновок, що моделювання тексту в «Ruuh» є на хорошому рівні.

#### Комунікативні ситуації
В даному підпункті розглядається питання врахування чат-ботом комунікативної ситуації. Очевидно, що обидва комуніканти не бачать один одного і не знаходяться в одному приміщені. Діалог ведеться виключно за допомогою повідомлень. Чат-бот враховував ці аспекти, щонайменше не допускав помилок в цій сфері. Наприклад, «Ruuh» ухилився від відповіді на питання про одяг:
```
Andrew: what are you wearing now?
Ruuh: Let's leave that topic behind?
Andrew: Why
Ruuh: Because we don't sign like that
```

#### Практичні цілі комунікації
В даному підпункті розглядається питання мікроцілей комунікації. Однією з мікроцілей в даних діалогах була отримати різного роду інформацію, як енциклопедичного так і особистісного характеру.
Приклад:
```
Andrew: do u know what clouds are made of?
Ruuh: Clouds are made up of tiny droplets of water
Andrew: and why the cry?
Ruuh:just!
those are rain clouds.
Andrew: What is rain?
Ruuh: Rain water is the condensation of evaporated water, a continuation of the water cycle.
```

Цікаво що «Ruuh» зрозумів з контексту питання «Which clouds cry?».
Приклад:
```
Andrew: if u have a super power will you be good or bad guy?
Ruuh: I wish I could do everything a spider can.
Andrew: so u would kill people with venom?
Ruuh: There are things that ppl wanna talk about and then there's what you said...new topic pls?
```

Таким чином практична ціль комунікації — отримання інформації була досягнута. Крім того була досягнута і ціль «пожартувати».

## Висновки
Чат-бот «Ruuh» досить непогано справляється зі своєю основною задачею як автоматична діалогова система — вести грамотний діалог. Вміння чат-бота формалізувати знання та знакову систему знаходиться на високому рівні. Помилки в діалогах є наслідком того, що чат-бот є відносно «молодим», тобто його алгоритми машинного навчання ще не обробили великої кількості інформації, яка необхідна для безпомилкового ведення діалогу. Слід також врахувати, що «Ruuh» був створений саме з розважальною метою, яку він, безперечно, виконує в повній мірі. Тому його помилки, особливо в діалозі на енциклопедичну тематику, не є такими значними. Отже можна заключити, що чат-бот «Ruuh» має більше позитивних аспектів ніж негативних.